# Ґудньюс
Ґудньюс (Goodnews) — група розсипних родовищ платинових металів в США, в південно-західній частині штату Аляска.

## Історія
Відкриті в 1926 році, розробляються шахтним способом з 1927, відкритим (драгами) з 1934.

## Характеристика
Родовища пов'язані з пліоцен-четвертинними і сучасними відкладами долини річки Салмон та її приток, що беруть початок в межах платиноносного масиву Ред-Маунтін. Вміст платинових металів 14-23 мг/т. Металоносний пласт розсипних порід потужністю 0,6-1,5 м. Платинові мінерали — частинки розміром від сотих мм до 4 мм і більше при сер. розмірі 0,35-0,55 мм. Зустрічаються самородки. Гол. мінерал — залізиста платина, другорядний — осмірид. Присутні лаурит, ериліхманіт, спериліт, мертіїт, самородний осмій, золото і інш. Потужність покриваючих порід пром. розсипів 4-6 м. Співвідношення благородних металів в пром. продукті (%); Pt 82,25; lr 11,32; Os 2,15; Rh 1,30; Pd 0,38; Ru 0,17; Au 2,43.

## Технологія розробки
Розробляються драгами. Збагачення гравітаційне.